# Ciuciuleni
Ciuciuleni es una comuna y pueblo de la República de Moldavia ubicada en el distrito de Hîncești.
En 2004 la comuna tiene 5111 habitantes, casi todos étnicamente moldavos-rumanos. No hay pedanías en la comuna y Ciuciuleni es su único pueblo.
Se conoce su existencia desde finales del siglo XVI.
El pueblo llegó a tener un equipo de fútbol jugando en la División Nacional de Moldavia, el desaparecido Universul Ciuciuleni.
Se ubica en el norte del distrito, a medio camino entre Hîncești y Călărași sobre la carretera R44.